# HMS Sir Thomas Picton (1915)
«Сер Томас Піктон» (англ. HMS Sir Thomas Picton) — монітор типу «Лорд Клайв». Sir Thomas Picton — єдиний корабель Королівського флоту, названий на честь сера Томаса Піктона (Sir Thomas Picton), британського генерала — учасника Піренейської війни, який загинув у Битві під Ватерлоо. 12-дюймові (305-міліметрові) гармати головного калібру були зняті з застарілого пре-дредноута типу «Маджестік» HMS Mars.
Монітори типу «Лорд Клайв» були побудовані в 1915 році для протидії німецькій берегової артилерії в окупованій Бельгії під час Першої світової війни. Однак «Сер Томас Піктон» після добудови був відправлений до Східного Середземномор'я разом з однотипним «Ерл Оф Пітерборо». На початку 1916 року монітор обстрілював османські позиції в Дарданеллах, а також активно діяв проти османських частин в Палестині та самій Туреччині.
Восени 1916 року «Сер Томас Піктон» разом з «Ерл Оф Пітерборо» був переведений для підтримки італійських військ до Адріатичного моря. Британські монітори взяли участь у 11-тій битві при Ізонцо, обстрілюючи позиції австро-угорських військ разом італійськими моніторами «Фаа ді Бруно» та «Альфредо Каппелліні».
У листопаді 1918 року «Сер Томас Піктон» та однотипні монітори були переведені в резерв з наміром їх утилізувати, оскільки причина їх існування зникла після розгрому Центральних держав і звільнення утримуваних ними узбереж. У 1921 році «Сер Томас Піктон» разом з іншими моніторами типу «Лорд Клайв» був розібраний на метал.